# Râul Viroaga
Râul Viroaga este un curs de apă, afluent al râului Coțatcu. Barajul Crângu Ursului este situat pe acest curs de apă.

## Hărți
- Ovidiu Gabor - Economic Mechanism in Water Management ][nefuncțională]